# NGC 2356
NGC 2356 este o galaxie situată în constelația . A fost descoperită în  de către William Herschel.